# 福知山ファミリー
福知山ファミリー（ふくちやまファミリー）は、京都府福知山市にあったショッピングセンター。
JR福知山駅北口を出て駅正面通り商店街に隣接する大型商業施設で、昔から隣接するさとうの福知山ショッピングセンターと競争しながら発展してきた。かつては集客力が大きく、現在の丹波市や朝来市、豊岡市などからもたくさん来客し、開店前から行列が出来たという。しかし、晩年はジャスコ（現・イオン）やプラントなどの郊外型大店舗が増えるなどの影響を受けて不況にたたされた。

## 概要
福知山都市圏に位置する福知山ファミリーは、福知山駅北口のすぐ近くに1972年（昭和47年）に開業した。福知山市街地東部の新町商店街から多く出店した。最初は4階にボウリング場があった。但馬地方、丹後地方や丹波地方のいわゆる三丹地方からたくさんの人々が来店した。当時、三丹地方にはまだこうした大型店が無く、デパート的な存在であった。その後、イズミヤが出店してさらに集客力が増した。隣のさとうと競争しながら互いに発展していった。かつて、店内にはスーパーや婦人服、雑貨店、外食店舗、地元の和菓子店、スポーツ用品店、ゲームセンター、ブランド品店が入るなど多様性があり、地域でも人気のスポットであった。
しかし、ジャスコ（現・イオン）などのロードサイド店舗の出店の影響で客足が減り、売り上げも落ち、2000年（平成12年）9月にキーテナントのイズミヤが撤退、さらに4階や5階などに空きスペースが増加し、晩年は文化教室や街作りセンターなどになってしまっていた。
その結果、福知山ファミリーは2007年（平成19年）1月24日に自己破産を申請。そして破産管財人が2008年（平成20年）2月末に閉館することを通告することに至った。そうした結果、たくさんの店舗が移転または閉店を余儀なくされ福知山の商都の象徴が閉館する方向に進んだ。しかし、1店舗がファミリーの再生に乗り出して閉館は免れた。また閉館するかもしれないというニュースを聞き、福知山市三和町のNPO法人が買い取り再生に乗り出しテナントを募集した（その間開店しているところが多いが2店のみ開店していた）。2008年（平成20年）3月29日、営業を再開した。
また、同じ福知山駅北で福知山駅北大規模街区（福知山駅北街区事業コンペ）として福知山市が商業施設を募集し、コーナン商事のホームセンター福知山駅前店に決まり2009年（平成21年）12月に開店した。
しかしながら、その福知山ファミリーも2010年（平成22年）12月31日に閉鎖され、38年の歴史に幕を降ろした。
2012年（平成24年）6月末頃、解体工事が完了し、跡地は暫く駐車場として活用された。
その後、この跡地はデベロッパーであるサンヨーホームズが取得し、福知山市内では10年以上ぶりとなる新築分譲マンション「サンメゾン福知山」を建設、2021年2月竣工予定となっている。